# San Blas (Madrid)
San Blas är ett distrikt i östra Madrid, Spanien. Det är administrativt uppdelat i stadsdelar med följande namn: Simancas (201), Hellín (202), Amposta (203), Arcos (204), Rosas (205), Rejas (206), Canillejas (207) och Salvador (208).
Distriktet gränsar i norr till distrikten Hortaleza och Barajas tvärs över Avenida de América och autovían A-2. I öster gränsar det till stadsområdena San Fernando de Henares (tvärs över bron San Fernando, som hör till Madrid), och Coslada, och också till Vicálvarodistriktet (tvärs över bilvägen Vicálvaro – Coslada). I söder gränsar San Blas också med det sistnämnda distriktet tvärs över radialvägen R-3, Avenida de Canillejas till Vicálvaro och ringleden M-40. I väster gränsar det till Ciudad Lineal tvärs över gatorna Hermanos García Noblejas, Alcalá och General Aranaz.

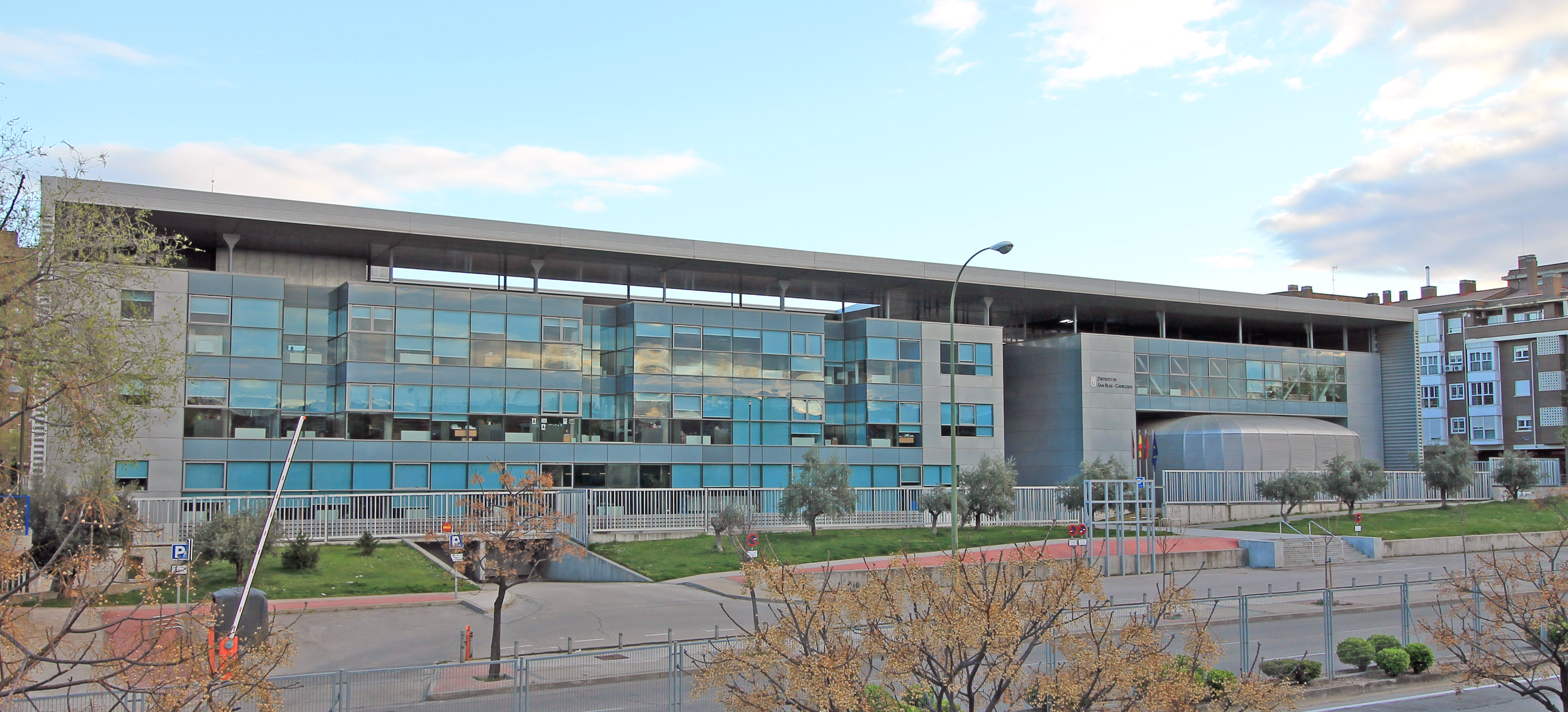
Junta Municipal i San Blas.

Området har karaktär av såväl bostadsområde (Simancas, San Blas) som industriområde (Zona de Hermanos García Noblejas, Julián Camarillo, områdena intill Carretera de Barcelona).
Befolkningen uppgick till 148 985 invånare den 1 januari 2005. Den 1 januari 2009 hade befolkningen ökat till 157 367 invånare.
Municipio de Canillejas, som var en av de äldsta byarna i Comunidad de Madrid, anslöts till Madrid genom ett dekret den 24 juni 1949. När den administrativa indelningen av staden i distrikt genomfördes, lyckades man inte behålla namnet Canillejas; till skillnad till andra av huvudstadens distrikt, som har bevarat de namn de hade som municipos, som till exempel: Barajas, Vicálvaro, Carabanchel och Villaverde bland annat.
På grund av Madrids kandidatur till de XXX:e moderna Olympiska spelen som firas år 2012 och 2016, började man konstruera en serie infrastrukturprojekt för spelen, förutom ombyggnad av sportstadion "La Peineta". Trots att Madrid inte valdes som plats för spelen, fortsatte byggandet och ombyggnad av viktiga sportanläggningar inom distriktet (Olympiastadion (Estadio Olímpico), Simstadion (Centro Acuático).

## Utbildning

### Förskolor, primär- och sekundärskolor
I distriktet San Blas finns 31 barndaghem (5 kommunala och 26 privata), 14 allmänna förskolor och primärskolor, 7 sekundärskolor och 14 privatskolor (med eller utan concierto).

### Universitetsutbildning
På gatan Arcos de Jalón ligger universitetsutbildningen för optiker Escuela Universitaria de Óptica vid Universidad Complutense de Madrid.

## Transporter
Distriktet genomkorsas av följande metrolinjer:
- Har tre stationer i distriktet: Alsacia,  Avenida de Guadalajara och Las Rosas
- Har fyra stationer i distriktet: Ciudad Lineal, Suanzes, Torre Arias och Canillejas
- Har fem stationer i distriktet: García Noblejas, Simancas, San Blas,  Las Musas och Estadio Olímpico

Dessutom finns 20 dagbusslinjer, 6 nattbusslinjer, 23 interurbana dagbusslinjer och 2 interurbana nattbusslinjer.